# Anidiops
Anidiops fue un género de arañas migalomorfas de la familia Idiopidae. Las especies que contenía se encuentran en Australia. 

## Lista de especies
Según The World Spider Catalog 11.5:
- Anidiops manstridgei Pocock, 1897
- Anidiops villosus (Rainbow, 1914)